# Popis hrvatskih veleposlanika u Venezueli
Republika Hrvatska i Bolivarijanska Republika Venezuela održavaju diplomatske odnose od 8. veljače 1993. Sjedište veleposlanstva je u Braziliji.

## Veleposlanici
Hrvatska nema rezidentno veleposlanstvo u Venezueli. 
Veleposlanstvo Republike Hrvatske u Saveznoj Republici Brazil pokriva Republiku Kolumbiju, Bolivarijanska Republiku Venezuelu i Republiku Trinidad i Tobago.
| Veleposlanik   | Postavljenje        | Opoziv              | Sjedište  |
| -------------- | ------------------- | ------------------- | --------- |
| Luka Meštrović | 17. listopada 1997. | 1. rujna 1998.      | Brazilija |
| Želimir Urban  | 14. lipnja 1999.    | 1. studenoga 2002.  | Brazilija |
| Rade Marelić   | 20. lipnja 2006.    | 7. siječnja 2011.   | Brazilija |
| Drago Štambuk  | 2. ožujka 2012.     | 31. listopada 2015. | Brazilija |
| Željko Vukosav | 6. srpnja 2016.     |                     | Brazilija |

## Vanjske poveznice
- Venezuela na stranici MVEP-a